# Joe Henderson
Joe Henderson (24. dubna 1937 – 30. června 2001) byl americký jazzový tenorsaxofonista.

## Život
Narodil se roku 1937 jako jeden z patnácti dětí svých rodičů (měl devět bratrů a pět sester). Vyrůstal ve městě Lima v americkém státě Ohio a již od dětství se věnoval hudbě, nejprve jako bubeník a klavírista, později saxofonista. V polovině padesátých let začal vystupovat v kluch detroitské jazzové scény, ale stále docházel na Wayne State University, kde se věnoval studiu hudby. Svou první vlastní skupinu založil roku 1959. V letech 1960 až 1962 působil v armádě a po návratu se usadil v New Yorku.
Své první album jako leader nazvané Page One vydal roku 1963 na značce Blue Note Records, jeho producentem byl Alfred Lion. Později jeho alba vydávala hudební vydavatelství Milestone Records a Verve Records. Během své kariéry spolupracoval s mnoha hudebníky, mezi které patří například Nat Adderley, Joe Zawinul, Herbie Hancock, Miroslav Vitouš, Terence Blanchard, Rickie Lee Jones, Blue Mitchell nebo skupina Blood, Sweat & Tears. Svou profesionální kariéru ukončil kvůli nemoci koncem devadesátých let. Zemřel na selhání srdce po dlouhém boji s rozedmou plic. Byl držitelem ceny Grammy.